# Grenzgänger (Psychologie)
Als Grenzgänger bezeichnet man in der Persönlichkeitspsychologie, in der Wagnisforschung und inzwischen auch in der Unterhaltungsliteratur und Umgangssprache einen Menschen, der sich bewusst auf dem schmalen Grat zwischen Leben und Tod bewegt.

## Charakteristik
Der britische Wagnisforscher Michael Apter unterscheidet hinsichtlich der Gefährdung des Menschen zwischen drei Risikobereichen: Nach seinem Erklärungsmodell wagt sich der Grenzgänger aus der „Sicherheitszone“, welche die meisten Menschen als Lebens- und Gestaltungsraum bevorzugen, in eine „Gefahrenzone“ vor. In dieser bewegt er sich unter Einhaltung eines gewissen Abstands bis an den sogenannten „gefährlichen Grat“ (the dangerous edge) heran, hinter dem die „Traumazone“ beginnt. Diese ist zwangsläufig mit Absturz, Unfall, Verletzung bzw. Tod verbunden. Nach der Theorie des Schützenden Rahmens reserviert er sich dabei einen Sicherheitsspielraum, der von seinem speziellen Kompetenzniveau, dem Grad seiner Risikobereitschaft und seiner Realitätseinschätzung bestimmt wird. Dies bedeutet, dass er sich der Absturzlinie nur soweit nähert, als ein für ihn vertretbarer Sicherheitspuffer erhalten bleibt.
Der Wagnisexperte Siegbert A. Warwitz kennzeichnet den Grenzgänger nach seiner Persönlichkeitsstruktur als Philobaten, einen Menschen, der es liebt, bis zum Äußersten zu gehen: Im Gegensatz zu einem Mehrheitsverhalten der Menschen ist er bestrebt, sich durch ein extensives Ausschöpfen auch der Gefahrenzone neue Handlungsräume zu erschließen. Dieses ist im optimalen Fall mit einer speziellen Wertschöpfung verbunden, kann bei Fehlen einer ethischen Basis aber auch zu einem reinen Abenteurertum verkommen.

## Gesellschaftliche Erscheinungsformen
Grenzgänger zwischen Leben und Tod finden sich in verschiedenen Lebensbereichen und unter sehr unterschiedlichen Zielsetzungen und Wertvorstellungen.

### Grenzgang und Abenteuer
Schon Jugendliche werden in ihren Wünschen nach Spannung und Abenteuern zu Grenzgängern, wenn sie in Mutproben wie dem S-Bahn-Surfen ihre Risikobereitschaft unter Beweis stellen oder in Autorennen durch nächtliche Städte ausleben. Wagemut zu besitzen und zu beweisen, hat im Wertgefüge von Kindern und Jugendlichen einen hohen Rang. Das Aufschaukeln bis zum Grenzgang vollzieht sich meist in gruppendynamischen Prozessen: Die Szene des „Hasenfußrennens“ (chicken run) in dem Kultfilm … denn sie wissen nicht, was sie tun mit James Dean dokumentierte das Lebensgefühl einer gelangweilten, aber Spannung suchenden jungen Generation. Im Fachjargon als „Crash-Kids“ bezeichnete Jugendliche rasen auch heute mit Fahrzeugen aufeinander los, um auszutesten, wem als erstem die Nerven versagen.
Erwachsene Grenzgänger wagen eine Überquerung der Niagarafälle oder einer Gebirgsschlucht auf einem Seil wie der Slackline-Pionier Heinz Zak, treiben in einem Holzfass mit 115 km/h einen über 53 Meter abstürzenden Wasserfall hinunter wie die Lehrerin Annie Telson Taylor, überwinden den Atlantik im Faltboot wie der Abenteurer Hannes Lindemann, erklettern Wolkenkratzerfassaden oder lassen sich im Survival-Experiment nackt vom Hubschrauber mitten im Dschungel absetzen wie der Überlebenskünstler Rüdiger Nehberg. Auch Touristen, die mit ihrem Segelboot leichtfertig in Piratengebiet kreuzen, zählen zu den Grenzgängern unter dem Abenteueraspekt.

### Grenzgang und Extremsport
Free-Solo-Kletterer wie Patrick Edlinger oder Alexander Huber bewegen sich im Vertrauen auf ihr Können und ihre mentale Stärke ohne jede technische Sicherung in senkrechten und überhängenden Felswänden. Dabei können sie sich keinerlei Fehlhandlung oder Schwäche leisten.
Ultramarathonläufer wie Norman Bücher oder Dean Karnazes dokumentieren ihre Leistungsfähigkeit mit asketischen Langstreckenläufen von mehreren hundert Kilometern beim Durchqueren von Wüsten und Dschungeln. Andere riskieren todesmutig auch bei widrigsten Wetterbedingungen die Teilnahme an dem Zugspitzlauf, der wegen der Todesfälle im Jahr 2008 in Verruf geriet. Auch die Ironman- oder Ultratriathlon-Wettbewerbe fordern bis an die Grenzen von Leistungsfähigkeit und Gesundheit.
Höhenbergsteiger wie Reinhold Messner oder Gerlinde Kaltenbrunner setzen sich trotz tödlicher Abstürze von Seilkameraden und eigener Fast-Todesfälle zum Ziel, die Besteigung aller Achttausender dieser Erde zu vollbringen.
Fallschirmspringer wie Joseph Kittinger oder Felix Baumgartner streben durch Sprünge aus der Stratosphäre unglaubliche Höhen- und Geschwindigkeitsrekorde an.
Alle diese Extremsportler strapazieren ihre physischen, psychischen und mentalen Kräfte bis zum Äußersten und bewegen sich dabei im Grenzbereich von Leben und Tod.

### Grenzgang und Ordal
Der zu Depressionen neigende britische Schriftsteller Graham Greene beschreibt in seinem autobiografischen Roman „Eine Art Leben“, wie er sich in Phasen des Sinnzweifels mehrfach einem Ordal (Gottesurteil) unterzog, das er als eine „Schicksalsanfrage“ verstand. Nachdem der an die Schläfe gesetzte Trommelrevolver die mit einer oder auch zwei Kugeln geladenen Kammern beim Abzug nicht nutzte, sah er sich vom Schicksal, dem er sein Leben anbot, zum Weiterleben bestimmt.
Diese Form einer „Schicksalsanfrage“ in der Art des Russischen Roulettes wird nach den Forschungsergebnissen von Warwitz auch heute von verzweifelten Jugendlichen einem direkten Suizid häufig vorgezogen. Sie wollen ihrem Weiterleben „noch eine Chance geben.“

### Grenzgang und Beruf
Kriegsreporter, die eine Berichterstattung aus dem unmittelbaren Kampfgeschehen zu ihrem Beruf machen, können jederzeit zwischen die Fronten, in Feuergefechte oder unter Spionageverdacht geraten und leben daher trotz ihres Journalistenstatus ständig in Grenzbereichen des Todes.
Angehörige von privaten Sicherheits- und Militärunternehmen wie Simon Mann, Eeben Barlow oder Günter Singer, betreiben den Personen-, Konvoi- und Objektschutz in Kriegs- und Krisengebieten und sind ständig bewaffneten Angriffen und Hinterhalten ausgesetzt.
Stuntmen und Stuntwomen übernehmen in Western-, Thriller-, Abenteuer-, Kriegs- oder Actionfilmen die besonders gefährlichen Szenen als Doubles für die Filmschauspieler. Sie haben die spektakulären Kampfpassagen, Pferdstürze, Fenstersprünge oder Motorradunfälle wirklichkeitsgerecht zu inszenieren. Von einem eigenen Berufsverband der Stuntleute werden dazu die professionellen Voraussetzungen organisiert.

### Grenzgang und Kommandounternehmen
Gewagte Kommandoeinsätze wie der misslungene Befreiungsversuch der Olympiateilnehmer von München am 5. September 1972 oder die gelungenen Geiselbefreiungen von Entebbe (Uganda) am 3./4. Juli 1976 oder Mogadischu (Somalia) am 18. Oktober 1977 bergen extreme Gefahren, bei denen auch unter den besttrainierten Einsatzkräften mit Opfern zu rechnen ist. Am 13. April 2009 retteten vier Kampfschwimmer in einer hoch professionellen Aktion auf See den amerikanischen Kapitän Phillips aus der Gewalt somalischer Piraten.

### Grenzgang und Forschung
Die großen Entdeckungsreisenden Christoph Kolumbus und James Cook, Roald Amundsen oder Robert Falcon Scott unternahmen ihre gefährlichen Fahrten in unbekannte Erdregionen auch mit wissenschaftlichen Aufträgen, etwa im Interesse der Seefahrt, der Navigationstechnik, der Meteorologie, der Geographie oder der Anthropologie.
Der Arzt Werner Forßmann unterzog sich lebensgefährlichen Selbstversuchen zur Erprobung der Methode der Herzkatheterisierung. Nach anfänglicher Nichtbeachtung seiner Forschungsergebnisse durch die Kollegen wurde er Jahre später dafür mit dem Nobelpreis ausgezeichnet.
Testpiloten haben den Auftrag, noch nicht für die Allgemeine Luftfahrt freigegebene Prototypen von Gleitschirmen, Hängegleitern, Motorflugzeugen und anderen Fluggeräten in extremen Flugmanövern auf Mängel hin zu testen, um die Sicherheitsstandards optimieren zu können.
Astronauten lassen sich mit Raketen zum Mond und zu Stationen in die Stratosphäre schießen, um der Weltraumforschung zu dienen. Ihre gefährliche Mission enthält keine Überlebensgarantie.

## Todessehnsucht oder Lebenssehnsucht
Nach Warwitz tut der Grenzgänger in der Regel alles, um am Leben zu bleiben. Selbst der Suizidbereite behält sich mit der Schicksalsanfrage noch eine Chance des Überlebens vor. Indem er sich aus dem sicheren Bereich bis in die Nähe des Todes vorwagt, schöpft er die Lebens- und Erlebensmöglichkeiten voll aus. Das Leben wird im Angesicht des Todes besonders intensiv erfahren und in der Gefahr des Verlusts als besonders kostbar empfunden. Er bereitet sich optimal darauf vor und erlebt die Momente der Todesnähe sehr bewusst. Der Grenzgänger wird daher weniger von einer Todessehnsucht als von einer überdimensionierten Lebenssehnsucht getrieben.
Was sich für den Außenstehenden oft als Lebensverachtung darstellt, ist für den Betroffenen häufig aus einer existenziellen Sinnkrise heraus geboren, aus welcher der Betroffene einen Ausweg sucht. Das Schlüsselerlebnis kann aber auch in der Sehnsucht bestehen, die eigene Persönlichkeit in ihren Möglichkeiten voll auszuschöpfen und dabei sich selbst zu entdecken und neu zu definieren.

## Sinnfrage und Wertbewusstsein
Grenzgänger werden in der Öffentlichkeit meist als Aufsehen erregende Außenseiter wahrgenommen, von den Massenmedien hofiert, von Sponsoren gefördert, von einem breiten Publikum bestaunt, gleichzeitig aber im Hinblick auf die Sinngebung sehr kritisch gesehen.
Steht das Sinnverständnis in Bereichen der menschlichen Fürsorge, etwa für professionelle Lebensretter aus extremen Gefahrensituationen (Minenräumdienst, Bergrettungsdienst, Geiselbefreiung, Sozialeinsatz im Kriegsgebiet), meist außer Frage, gestaltet sich das Verständnis für den depressiven oder süchtigen Roulettespieler, der sein Leben und/oder Vermögen zur Disposition stellt oder für den nach intensivem Erleben strebenden Abenteurer schon schwieriger. Bei jugendlichen Mutproben geht es in der Regel um Selbsterfahrung, um Spannungserleben im Abenteuer, um den Genuss der Außenwirkung auf Zuschauer und um Behauptung in der Peergroup. Erwachsene Philobaten machen den Grenzgang teilweise zu ihrer Lebensmaxime: Reinhold Messner, der sich bei einer Befragung durch Warwitz ausdrücklich nicht als „Risikosportler“, sondern als „Grenzgänger“ verstanden wissen wollte, formulierte sein Grundgefühl mit den Worten: Zwischen Überleben und Nichtüberleben ist ein messerscharfer Grat. Und auf diesem Grat unterwegs zu sein, ist schwierig, aber gibt sehr viel Erfahrung. – Mit jedem Schritt kann man umkommen, mit jedem Schritt wehre ich mich dagegen. Das gibt ein starkes Selbstwertgefühl und Selbstverständnis. Der hier erkennbar werdende Ordalgedanke drückt sich auch in seinen Buchtiteln „Grenzbereich Todeszone“ oder "Berge versetzen – Das Credo eines Grenzgängers" aus.
In der Wagnisforschung wird der Grenzgänger grundsätzlich als Sinnsuchender verstanden, der sich allerdings aus sehr unterschiedlichen Ausgangssituationen heraus und mit sehr unterschiedlichen Wertvorstellungen und Zielsetzungen motiviert:
Nach David Le Breton ist der Grenzgänger im Sinne der Ordaltheorie ein verzweifelt um den Sinn seiner Existenz ringender Mensch: Jede Suche nach Grenzen ist in ihrem tiefsten Beweggrund ein Versuch, den Tod zu bewegen, die Existenz zu bekräftigen. Der Erfolg des Ordals wird entsprechend wie eine Neugeburt erlebt.
Nach Felix von Cube strebt der Grenzgänger nach einer qualifizierten, selbst erarbeiteten und selbst gewährleisteten Sicherheit, die ihm Autonomie und neue Lebensspielräume verschafft. Er erreicht sie, indem er mit jedem Wagnisschritt Unsicherheiten in neue Sicherheiten verwandelt.
Nach Siegbert A. Warwitz ist das Wagnis ein Werte schaffendes Entwicklungselement im Persönlichkeitsaufbau eines jeden Menschen und im Kulturschöpfungsprozess einer jeden Gesellschaft, das der Grenzgänger lediglich in einem besonders ausgeprägten Maße nutzt. Voraussetzung dafür ist allerdings ein Wertbewusstsein.  Er verdeutlicht dies auch konkret an bedeutenden Persönlichkeiten der Menschheitsgeschichte wie Jesus, Sokrates, Cäsar, Wallenstein, Martin Luther oder Albert Schweitzer. Nach Warwitz ist die Persönlichkeit des Grenzgängers nicht aufgrund des extremen Handelns, sondern nur im Hinblick auf seine Wertausrichtung zu beurteilen. Maßstab ist die ethische Gesinnung, nicht die Äußerlichkeit des Tuns. Diese offenbart sich auch in den Selbstdarstellungen der Extremen.